# Kaspar Hofmann
Kaspar Hofmann (häufig auch Caspar Hofmann; * um 1551 in Ochsenfurt; † 2. März 1623 in Wien) war ein deutscher Benediktinerpater und Abt des Stiftes Melk.

## Leben
Hofmann legte am 2. November 1571 die Profess in Melk ab und wurde 1575 Prior des Benediktinerklosters. 1578 übernahm er die Regierungsgeschäfte des Abtes von Klein-Mariazell, bevor er 1583 Abt des Stiftes Altenburg wurde. 1587 erfolgte seine Wahl zum Abt von Melk, die jedoch erst am 11. September 1590 Bestätigung durch den Papst fand. Bereits 1587 wurde er ständischer Rechnungsrat, 1589 zum Kaiserlichen Rat und Präsidenten des geistlichen Rats ernannt.
Hofmann bekämpfte den Protestantismus in der Gegend von Melk. In der Zeit des Zweiten Oberösterreichischen Bauernaufstandes ab 1594 fungierte Hofmann als Unterhändler. 1597 bekam er zusätzlich die Administratur des Zisterzienserinnenklosters Ybbs und des Stiftes Säusenstein übertragen. 1608 war er in Prag als Unterhändler in den Streitigkeiten zwischen dem späteren Kaiser Matthias und Kaiser Rudolf II. sowie als Vertreter der österreichischen Prälaten auf dem Reichstag in Pressburg tätig.
Hofmann war aufgrund seiner vielfältigen Amtsgeschäfte hauptsächlich in Wien ansässig, weshalb er gegen den Willen seiner Gemeinschaft in Melk die Reformbenediktiner des Klosters Tegernsee mit der Verwaltung des Klosters beauftragte. Er versprach sich davon eine Verbesserung der Disziplin im Stift Melk. 1618 scheiterte sein Versuch, eine österreichische Benediktinerkongregation zu gründen.
Nach Hofmann wurde der Kaspar-Hofmann-Weg in Ochsenfurt benannt.